# Перфорація в газовому середовищі
Перфорація в газовому середовищі — різновид перфорації свердловин.
При додатковій перфорації обсадної колони в експлуатаційній свердловині з метою збільшення дебіту газу, а також при освоєнні пакерних свердловин не завжди одержують позитивні результати з приросту видобутку газу. Це пояснюється тим, що після глушіння свердловини глинистим розчином або водою потрібен тривалий час, щоб свердловина знову відновила свою продуктивність. З огляду на це розроблено метод перфорації в газовому середовищі, тобто без глушіння свердловини рідиною.
Новий метод має ряд переваг: підвищується пробивна здатність куль, зменшується кількість тріщин як в обсадній колоні, так і в цементному кільці і, що найважливіше, виключається глинизація привибійної зони пласта, внаслідок чого підвищується робоча характеристика свердловини.
Для проведення перфорації під тиском у газовому середовищі свердловину обладнають спеціальним лубрикатором, що складається з приймальної камери і сальникового пристрою. Лубрикатор дозволяє спускати глибинні прилади та пристрої у газові свердловини з надлишковим тиском на гирлі під час виконання промислово-геофізичних та інших робіт без глушіння свердловин. Перфоратор спускають у свердловину через лубрикатор на спеціальному броньованому кабелі.
Найзручніше метод додаткової перфорації застосовувати на свердловинах, в які не спущені фонтанні труби. Однак цей метод можна використовувати і в свердловинах зі спущеними фонтанними трубами. У цьому випадку перфорацію здійснюють, спускаючи у фонтанні труби малогабаритні перфоратори, а простріл наміченого інтервалу відбувається крізь фонтанні труби. Оскільки перфорація під тиском у газовому середовищі має ряд переваг, що забезпечують високу продуктивність свердловини, цей метод доцільно застосовувати і при первинній перфорації в нових пробурених свердловинах. При цьому стовп глинистого розчину необхідно попередньо замінити на газовий стовп.